# Associazione Calcio Prato 1991-1992
Questa pagina raccoglie le informazioni riguardanti l'Associazione Calcio Prato nelle competizioni ufficiali della stagione 1991-1992.

## Rosa
| N. |                   | Ruolo | Calciatore                 |
| -- | ----------------- | ----- | -------------------------- |
|    | Italia (bandiera) | C     | Simone Alfani              |
|    | Italia (bandiera) | C     | Antinori Petrini           |
|    | Italia (bandiera) | C     | Roberto Chierici           |
|    | Italia (bandiera) | A     | Fabrizio Del Rosso         |
|    | Italia (bandiera) | D     | Andrea De Min (I)          |
|    | Italia (bandiera) | A     | Michele De Min (II)        |
|    | Italia (bandiera) | C     | Stefano Ferraguti          |
|    | Italia (bandiera) |       | Ferroni                    |
|    | Italia (bandiera) |       | Frangioni                  |
|    | Italia (bandiera) | D     | Silvio Vittorio Giampietro |
|    | Italia (bandiera) |       | Giorgietti                 |
|    | Italia (bandiera) | D     | Stefano Giudice            |
|    | Italia (bandiera) | C     | Cristiano Giuntoli         |
|    | Italia (bandiera) | A     | David Grasso               |

| N. |                   | Ruolo | Calciatore          |
| -- | ----------------- | ----- | ------------------- |
|    | Italia (bandiera) | C     | Stefano Guerra      |
|    | Italia (bandiera) | A     | Alberto Guerrini    |
|    | Italia (bandiera) | D     | Massimo Marchini    |
|    | Italia (bandiera) | D     | Oliviero Mascheroni |
|    | Italia (bandiera) | P     | Marco Onorati       |
|    | Italia (bandiera) | C     | David Peccini       |
|    | Italia (bandiera) |       | Ponzecchi           |
|    | Italia (bandiera) | A     | Gianluca Righetti   |
|    | Italia (bandiera) | A     | Marco Rossi         |
|    | Italia (bandiera) | D     | Mauro Saltarelli    |
|    | Italia (bandiera) |       | Sartorio            |
|    | Italia (bandiera) | D     | Giovanni Tempestini |
|    | Italia (bandiera) | P     | Paolo Toccafondi    |
|    | Italia (bandiera) | D     | Samuele Zoppo       |

## Risultati

### Campionato

#### Girone di andata
| 8 settembre 1991 1ª giornata | Lanciano | 1 – 2 | Prato |  |

| 15 settembre 1991 2ª giornata | Prato | 0 – 2 | Viareggio |  |

| 22 settembre 1991 3ª giornata | Ponsacco | 3 – 1 | Prato |  |

| 29 settembre 1991 4ª giornata | Prato | 2 – 0 | Francavilla |  |

| 6 ottobre 1991 5ª giornata | Castel di Sangro | 1 – 0 | Prato |  |

| 13 ottobre 1991 6ª giornata | Prato | 1 – 2 | Vis Pesaro |  |

| 20 ottobre 1991 7ª giornata | Montevarchi | 2 – 1 | Prato |  |

| 27 ottobre 1991 8ª giornata | Prato | 1 – 1 | Pontedera |  |

| 10 novembre 1991 9ª giornata | Pistoiese | 1 – 2 | Prato |  |

| 10 novembre 1991 10ª giornata | Prato | 3 – 2 | Giulianova |  |

| 24 novembre 1991 11ª giornata | Poggibonsi | 0 – 2 | Prato |  |

| 1º dicembre 1991 12ª giornata | Cecina | 1 – 0 | Prato |  |

| 8 dicembre 1991 13ª giornata | Prato | 2 – 1 | Avezzano |  |

| 15 dicembre 1991 14ª giornata | Teramo | 1 – 1 | Prato |  |

| 22 dicembre 1991 15ª giornata | Prato | 1 – 2 | Carrarese |  |

| 5 gennaio 1992 16ª giornata | Gubbio | 0 – 0 | Prato |  |

| 12 gennaio 1991 17ª giornata | Prato | 1 – 1 | Vastese |  |

| 19 gennaio 1992 18ª giornata | Civitanovese | 1 – 0 | Prato |  |

| 26 gennaio 1992 19ª giornata | Prato | 0 – 0 | Rimini |  |

#### Girone di ritorno
| 9 febbraio 1992 20ª giornata | Prato | 2 – 0 | Lanciano |  |

| 16 febbraio 1992 21ª giornata | Viareggio | 1 – 0 | Prato |  |

| 23 febbraio 1992 22ª giornata | Prato | 0 – 0 | Ponsacco |  |

| 1º marzo 1992 23ª giornata | Francavilla | 2 – 1 | Prato |  |

| 8 marzo 1992 24ª giornata | Prato | 3 – 2 | Castel di Sangro |  |

| 15 marzo 1992 25ª giornata | Vis Pesaro | 2 – 1 | Prato |  |

| 22 marzo 1992 26ª giornata | Prato | 2 – 1 | Montevarchi |  |

| 29 marzo 1992 27ª giornata | Pontedera | 0 – 0 | Prato |  |

| 5 aprile 1992 28ª giornata | Prato | 0 – 0 | Pistoiese |  |

| 12 aprile 1992 29ª giornata | Giulianova | 0 – 0 | Prato |  |

| 26 aprile 1992 30ª giornata | Prato | 0 – 0 | Poggibonsi |  |

| 3 maggio 1992 31ª giornata | Prato | 0 – 0 | Cecina |  |

| 10 maggio 1992 32ª giornata | Avezzano | 2 – 0 | Prato |  |

| 17 maggio 1992 33ª giornata | Prato | 2 – 2 | Teramo |  |

| 24 maggio 1992 34ª giornata | Carrarese | 1 – 0 | Prato |  |

| 31 maggio 1992 35ª giornata | Prato | 1 – 0 | Gubbio |  |

| 7 giugno 1992 36ª giornata | Vastese | 4 – 1 | Prato |  |

| 14 giugno 1992 37ª giornata | Prato | 1 – 1 | Civitanovese |  |

| 21 giugno 1992 38ª giornata | Rimini | 2 – 0 | Prato |  |